# Botryohypochnus isabellinus
Botryohypochnus isabellinus é uma espécie de fungo pertencente à família Botryobasidiaceae.